# FK Botev Kozlodoej
FK Botev Kozlodoej (Bulgaars: ФК Ботев Козлодуй) is een Bulgaarse betaaldvoetbalclub uit de stad Kozlodoeï, opgericht in 1974.